# Jaján
Jaján (oficialmente Santa María da Saleta de Xaxán) es una parroquia española del municipio de Lalín, perteneciente a la provincia de Pontevedra, en la comunidad autónoma de Galicia. En 2022, tenía empadronados 176 habitantes.